# Фьестад, Оке
Оке Симон Фьестад (англ. Åke Simon Fjästad; 16 декабря 1887, Лидингё, Стокгольм — 10 марта 1956, Кингстон, Нью-Йорк) — шведский футболист, защитник. Выступал за национальную сборную Швеции. Участник Олимпийских игр 1908 года.

## Биография
На клубном уровне выступал за «ИФК Стокгольм».
8 сентября 1908 года дебютировал в составе национальной сборной Швеции в товарищеском матче с любительской сборной Англии. В этом матче, состоявшемся на стадионе «Вальхалла» в Гётеборге, Швеция разгромно проиграла сопернику со счётом 1:6.
В октябре 1908 года был в составе сборной Швеции на Олимпийских играх 1908 года в Лондоне. На турнире принял участие в двух встречах: с Великобританией (1:12) и Нидерландами (0:2).
В общей сложности провёл за сборную Швеции пять матчей.
Умер 10 марта 1956 года в США в городе Кингстон штата Нью-Йорк.

## Личная жизнь
Братья Оке также были спортсменами. Старший брат Пер на Олимпийских играх 1908 года участвовал в соревнованиях по плаванию, а младший брат Нильс — на Олимпиаде 1912 года в пятиборье.